# Anja Nissen
Anja Nissen, född 6 november 1995 i Winmalee, är en dansk-australisk sångerska, låtskrivare, dansare och skådespelerska.  Hon vann den tredje säsongen av den australiska versionen av TV-programmet The Voice år 2014. Hon är kontrakterad för Universal Music Group och har influenser av artister som Patti LaBelle, Aretha Franklin, Céline Dion, Mariah Carey, Whitney Houston, Toni Braxton och Stevie Wonder. Hon har även turnerat med Olly Murs under hans "Never Been Better"-turné.
Nissen deltog i den danska uttagningen till Eurovision Song Contest 2016 i Stockholm den 13 februari 2016 med låten "Never Alone",  skriven av Emmelie de Forest (vinnaren av Eurovision Song Contest 2013), producenten Rune Westberg och MoZella. Hon slutade på en andraplats med 36 procent av rösterna. Året efter deltog hon i uttagningen till Eurovision Song Contest 2017 i Kiev med låten "Where I Am". Den 25 februari stod det klart att hon hade vunnit tävlingen och fick därmed representera Danmark i Eurovision.